# Švédové v Praze
Švédové v Praze je opera (historická zpěvohra ve třech jednáních) českého skladatele Jana Nepomuka Škroupa z roku 1845 na libreto Josefa Pečírky. Premiéru měla v pražském Prozatímním divadle dne 22. dubna 1867, přičemž libreto pro tuto příležitost upravil Emanuel František Züngel.

## Vznik díla
Jan Nepomuk Škroup, bratr Františka Škroupa, zkomponoval operu Švédové v Praze v době svého působení na místě druhého kapelníka Stavovského divadla v letech 1840-1846. Jednalo se – vedle oper bratra Františka – o jednu z prvních oper komponovaných na české libreto. Historický námět hrdinného odporu obyvatel Prahy a zejména studentů s legendárním vůdcem Jiřím Plachým při obléhání města Švédy roku 1648 tvoří pozadí milostného příběhu a zejména demonstrace lásky k vlasti.
Ukázky opery byly předvedeny v tzv. quodlibetu 26. ledna 1845 v Novém divadle v Růžové ulici, k inscenaci celé opery však nedošlo. Provedení se dočkala až po více než dvaceti letech, když ji v Prozatímním divadle uvedl tehdejší kapelník Bedřich Smetana. Libreto bylo pro tuto příležitost adaptováno Emanuelem Züngelem. Premiéra se konala v plném divadle (noviny hovoří o „četné návštěvě ve všech prostorách divadla“) se značným vnějším úspěchem, skladatel — který sám dirigoval — i představitelé hlavních rolí Růžena Havelková a Josef lev byli vyvoláváni.
Soudobá kritika oceňovala zejména sborové scény (sbor studentů Bývali Čechové byl znám již dříve a prakticky zlidověl), jakož i celkově obratnost a zběhlost skladatele v nejrůznějších hudebních formách. Vytýkala mu však nepůvodnost (Národní listy: „Řekli bychom, že dle díla tohoto skladatel vůbec dovede sobě osvojiti a úmyslu svému přizpůsobiti to, co již jednou jest dáno, než z vlastní duše čerpati, k vyššímu zápalu se povznésti a myšlenku svou původně vysloviti.“), závislost na italských vzorech a nedramatičnost, celkově působilo více než dvacet let staré hudební zpracování v novém kontextu již zastarale. Předmětem výtek bylo zejména libreto, které poskytovalo řadu oblíbených operních situací, nemělo však dramatický účinek a oba hlavní hrdinové byli vykresleni schematicky a nesourodě. Opera neměla kasovní úspěch a po pouhých dvou reprízách zapadla.
Švédové v Praze byli jedinou operou J. N. Škroupa provozovanou na českém jevišti. Ve Stavovském divadle byly provedeny dvě jeho německé opery, roku 1861 komická jednoaktovka Prsten lásky a roku 1870 romantická opera Vineta.
Předehru k opeře Švédové v Praze nahrál pro pražský rozhlas roku 1968 Josef Hrnčíř a Symfonický orchestr Československého rozhlasu v Praze.

## Osoby a první obsazení
| osoba                                               | hlasový obor | premiéra (22.4.1867)              |
| --------------------------------------------------- | ------------ | --------------------------------- |
| Lidmila                                             | soprán       | Miloslava Havelková               |
| Otovaldský                                          | baryton      | Josef Lev                         |
| Turek z Rožmitála, pražský purkmistr                | bas          | Josef Paleček                     |
| Jiří Plachý, vůdce studentů                         | tenor        | Alois Doubravský (vl. jm. Staněk) |
| Königsmark, švédský vojevůdce                       | baryton      | Vojtěch Šebesta                   |
| Radní                                               |              |                                   |
| Hlasatel                                            |              |                                   |
| Slavoš, rolník                                      |              |                                   |
| Studenti, pražští radní, měšťané, rolníci a Švédové |              |                                   |

## Děj opery
Děj se koná v Praze a okolí roku 1648

### 1. dějství
(Venkovská krajina u dvorce) Rolníci slaví konec žní (sbor Dnes nám blahosti hojně přáno), do sboru se zapojuje Lidmila a apostrofou rodné země (Vábná ta vlast). Radování však ukončí Slavoš přinášející zprávu, že se blíží švédská vojska. Zůstává osamocen Otovaldský, který příchod nepřítele vítá (árie Vítejte mi nepřátelé). Vlast jej totiž (z neupřesněných důvodů) zavrhla a on ji nyní hodlá zradit, ač tuší, že tato zrada povede k jeho konci. Lidmila, která Otovaldského miluje, se jej snaží od tohoto úmyslu zvrátit (duet Otovaldský!... Hlas v duši tvé se ozývá), avšak ten je pevně rozhodnut. Osamělá Ludmila si zoufá, ale rozhoduje se chránit vlast. (On odešel... Vlasti má milená, zanech bědování).
(Švédský tábor) Švédští vojáci se cítí pány Čech a těší se na kořist (sbor Čest na vojáka se libě usmívá). Königsmark jim představuje Otovaldského jako člověka, který jim zítra otevře Prahu. Zatímco Švédové opakují vítězoslavnou píseň, rolníci a Lidmila bědují (dvojitý sbor Čest na vojáka.../Běduj drahá máti).

### 2. dějství
(Síň na pražské radnici) Lidmila vede vnitřní boj mezi láskou k Otovaldskému a oddaností vlasti. Přicházejí radní v čele s Turkem z Rožmitála. Lidmila je varuje před nebezpečím nejprve v alegorické podobě (Matka jedna na Vltavě), nakonec ale i jmenuje zrádce, jemuž radní přísahají smrt. Lidmila opět zoufá (ansámbl Ach, já jsem jej milovala). Do síně vrazí houf ozbrojených měšťanů a studentů se zprávou, že Švédové zradou pronikli do města. Všichni vyrážejí do boje (Nelekejme, nedbejme na záhuby den).
(Náměstí v Praze) Studenti zpívají latinskou píseň o vojenské odvaze (Alma mater dormit), jejich vůdce Jan Plachý je povzbuzuje do boje (Matka vlast žehná vás). Studenti zpívají známou píseň Bývali Čechové. Lid a studenti se po modlitbě (Pane, zůstaň s námi) nadšeně vrhají do boje. V tom okamžiku je přiváděn Otovaldský; lidé jej chtějí ihned ztrestat, Otovaldského však chrání jeho postavení Königsmarkova posla (Mne hrozba vaše neleká... Hanba tobě, podlý zrádce).

### 3. dějství
(U bojiště pod hradbami Prahy) Otovaldský chce vidět svou vlast uchvácenu a porobenu (Jen dál! jen dál! Nechť zuří boj!). Lidmila mu zradu vyčítá, hlavně se jej však snaží přesvědčit, aby včas prchnul do ciziny, Otovaldský však chce nejdříve vidět vlast "mříti u nohou vítěze". Mezitím se proti němu obrátí i Švédové, neboť Praha klade houževnatý odpor a byla zřejmě varována (ansámbl Marná vaše lest i zráda). K varování se přiznává Lidmila, Königsmark ji však nechá volně odejít a z tábora naopak vyžene nespolehlivého vlastizrádce Otovaldského.
(Náměstí v Praze) Pražané zvítězili (sbor Vítězství je nám dáno), navíc byl - jak oznamuje Turek z Rožmitála - právě uzavřen mír (Drahá vlasť je zachována). Otovaldský se v přestrojení rozhoduje založit požár (Dosud žiješ, zrádná vlasti?). Studenti se vracejí z bojiště ke studiu (Domů jen... Tam, kde hra nás očekává), avšak vypozorují požár a chytí žháře Otovaldského. Marně nyní žádá o milost, odvrací se od něj i Lidmila a po plamenných výzvách Turka z Rožmitála a Jana Plachého již nebrání nic tomu, aby dav Otovaldského zlynčoval (ansámbl a finále Nadarmo již tvé volání... Kdo vlast svou drahou zapírá).